# Loni Pyrmont
Loni Pyrmont (* 31. Dezember 1900 als Margarete Elsa Leonie Scheufelein in Berlin; † 10. Dezember 1990 in Arzfeld) war eine deutsche Operettensängerin und Stummfilmschauspielerin mit Kurzzeitkarriere in den frühen 1920er-Jahren.

## Theater und Film
Die Tochter von Bruno Scheufelein und seiner Frau Else, geb. Schulz, hatte die höhere Töchterschule besucht und noch während des Ersten Weltkriegs ihre künstlerische Ausbildung an der Schauspielschule des Schauspielhaus Berlin erhalten. Nebenbei nahm sie auch Gesangsunterricht. Loni Pyrmonts Karriere startete mit kleinen Rollen in Operetteninszenierungen von Rudolf Nelson, anschließend nahm sie an Kabarettauftritten im Rheinland und in Westfalen teil. Der Theaterleiter Martin Zickel wurde einer ihrer Förderer an der Bühne.
Ihre bekanntesten Auftritte absolvierte Loni Pyrmont in Lustspielen, Theaterstücken und Operetten wie Wenn man verliebt ist, Das Mädel von Davos, Der Raub der Sabinerinnen, Mein Leopold sowie Jean Gilberts Uschi. Einen weiteren Erfolg feierte Loni Pyrmont 1924 in einer Aufführung der Operette Die Fledermaus. Dem Ensemble des Berliner Rose-Theaters gehörte sie als Loni Rose-Pyrmont bis zum Ende ihrer Bühnenlaufbahn 1944 an, außerdem sah man sie auch am Theater in der Kommandantenstraße.
Bei Kriegsende 1918 entdeckte Max Landa Loni Pyrmont für den Film. Von 1921 bis 1924 wirkte sie in zumeist minder bedeutenden Inszenierungen bekannter Regisseure wie Paul Heidemann, E. A. Dupont, Manfred Noa und Georg Jacoby mit. Filmreisen führten sie nach Italien, Frankreich, Monaco und in die Schweiz.

## Privates
Loni Pyrmont heiratete am 7. April 1925 den Kollegen (Schauspieler und Sänger) Alfred Krafft-Lortzing, von dem sie 1931 wieder geschieden wurde. 1932 wurde der Schauspieler Hans Rose vom Rose-Theater, dem sie seit 1930 als Soubrette angehörte, ihr zweiter Ehemann. 1944 wurde auch diese Ehe geschieden. Über ihr späteres Leben ist derzeit nichts bekannt. Sie starb 1990 in Arzfeld, kurz vor Vollendung ihres 90. Lebensjahres.

## Filmografie
- 1918: Die Japanerin
- 1921: Der Stolz der Familie
- 1921: Vorzeitgespenster
- 1922: Die schwarze Schachdame
- 1922: So sind die Männer
- 1923: Das Spiel der Liebe
- 1923: Adam und Eva
- 1924: Das schöne Abenteuer